# ASTVプーヂャッガーン
「ASTVプーヂャッガーン」（英：Manager, タイ：เอเอสทีวีผู้จัดการ）は、タイ王国のタイ語日刊政治・経済新聞。2008年11月21日にソンティ・リムトーングンが創刊。タイ・ASTV社（เอเอสทีวี）が月曜日から土曜日まで発行。

## 概要
ASTVプーヂャッガーン紙の前身となる旧プーヂャッガーン紙は1990年11月7日にソンティ・リムトーングン創刊。1991年のスチンダーによる政変（暗黒の5月事件）の際には政府による情報統制下に置かれた。また、1997年のアジア通貨危機時には発行元のマネージャー・メディア・グループ（แมเนเจอร์ มีเดีย กรุ๊ป）が経営危機に陥った。多くの銀行が訴訟を起こし、裁判所により社主のソンティに破産宣告を行われた。
しかし、その後ソンティの巻き返しがはじまる。2001年頃からプーヂャッガーン紙上でソンティがシヤンサオロン（เซี่ยงเส้าหลง）のペンネームで書いていた コラム「ニュースと人物 混ぜ合わせ（ข่าวปนคน คนปนข่าว）」、ソーチェット（ซ้อเจ็ด）の名で書いたコラム「口がむずむずと（คันปาก）」、パロディ偽新聞『プーヂャッガワン』（ผู้จัดกวน：お騒がせな人＊プーヂャッガーンは正しくは経営者を意味する。）などが好評になる。また2003年にMCOT9チャンネルで政治トークショー『ムアンタイ・ラーイサッパダー（เมืองไทยรายสัปดาห์：タイ国週報）』の放送を開始し、自らホストを務め、2005年にはソンティの活動はさらに発展し、民主市民連合を結成する。2006年頃からプーヂャッガーン紙も民主市民連合との結びつきを強めている。さらに、人工衛星ASTVからの24時間放送を行っているテレビ局NEWS1（นิวส์วัน）と合併した。
2008年11月18日に、タイ王国中央破産法廷（ศาลล้มละลายกลาง）において、マネージャー・メディア・グループの破産が確定。負債総額は 47億2600万バーツに上った。旧プーヂャッガーン紙および雑誌の事業を売却した。その間編集部は新聞発行を続けていたが、プーヂャッガーンのタイトルを使うことができなかったため、2008年11月19日には「プーヂャッガーン仏暦 2551年（ผู้จัดการ 2551）」、2008年11月20日に「ASTV通信（สารจากเอเอสทีวี）」と日替わりでタイトルを変え、 2008年11月21日に『ASTVプーヂャッガーン』に落ち着き、初版として一部20バーツで創刊された。現在、ASTV社が所有。